# Greg Lawler
Gregory Francis Lawler (nacido el 14 de enero de 1955 en Chicago, Illinois, Estados Unidos) es un matemático estadounidense, reconocido por sus contribuciones fundamentales en teoría de la probabilidad, especialmente en procesos estocásticos, caminos aleatorios y el análisis del movimiento browniano.

## Biografía
Greg Lawler obtuvo su licenciatura en matemáticas en la Universidad de Purdue y posteriormente su doctorado en la Universidad de Princeton en 1979, bajo la supervisión de Edward Nelson.
A lo largo de su carrera ha sido profesor en varias instituciones prestigiosas, incluyendo la Universidad de Duke y la Universidad de Cornell. Actualmente es profesor en la Universidad de Chicago.

## Contribuciones científicas
Lawler es ampliamente conocido por sus trabajos en:
- Caminos aleatorios autoevitantes
- Movimiento browniano
- Procesos de Loewner estocásticos (SLE)
- Teoría del potencial probabilístico

Su trabajo ha tenido un profundo impacto en el campo de la probabilidad matemática y en la física matemática.

## Premio Wolf
En 2024, Lawler fue galardonado con el prestigioso Premio Wolf en Matemáticas, en reconocimiento a sus descubrimientos pioneros sobre la naturaleza de los caminos aleatorios y su profunda influencia en la teoría de procesos estocásticos y análisis complejo.

## Publicaciones seleccionadas
- G. F. Lawler, *Intersections of Random Walks*, Birkhäuser, 1991.
- G. F. Lawler, *Conformally Invariant Processes in the Plane*, AMS, 2005.
- G. F. Lawler y V. Limic, *Random Walk: A Modern Introduction*, Cambridge University Press, 2010.